# Brezona
Brezona était un groupuscule d'extrême droite nantais dont la doctrine a été développée en 1940 par Job Loyant avec Kalondan, André Lajat et Yves Favreul-Ronarc'h. Cette organisation préconisait la suprématie de la race bretonne et appelait à la  formation d'une communauté populaire nationale et d'un gouvernement par des élites. C'est une « section bretonne du Parti national-socialiste » qui n'eut qu'une existence éphémère.

## Présentation
Hervé Le Boterf, dans son livre La Bretagne pendant la Guerre, indique « qu'au bout de quelques semaines cessèrent en effet les réunions qui se tenaient d'habitude, rue Guibal à Nantes, dans le salon d'un vieux militant nantais de Breiz Atao, en présence d'une douzaine de chalands, démangés du besoin incessant d'élever le bras à l'horizontale face à un ahurissant tableau représentant un paysan chenu en bragou-bras qui chassait de son champ une Marianne apeurée et chlorotique sous l'épais champignon pourpre de son bonnet phrygien ».

## Publications
- Brezona, Aperçu doctrinal : Communauté Populaire-Justice Sociale-Gouvernement des Élites, Nantes, Imprimerie du Commerce, sans date (1940).
- Brezona, Nantes, Imprimerie de Bretagne, sans date (1940/41), tract de 4 pages (Communauté Populaire éditorial par Job Loyant, Kalondan et Yves Favreul-Ronarc'h, Evolution des idées européennes en Bretagne à travers les siècles par Kalondan, De l'Individualisme à la communauté par Paul Drouet).
- La langue bretonne par Paul Drouet ; Nantes, 1942.

### Sources et bibliographie
- Hervé Le Boterf, La Bretagne Dans La Guerre (1938-1945), éd. France-Empire, octobre 2000, 609 p. (présentation en ligne)